# I Don't Want to Do It
«I Don't Want to Do It» es una canción del músico estadounidense Bob Dylan e interpretada por George Harrison para la banda sonora del largometraje Porky's Revenge!, publicada en 1985. La canción fue también publicada como sencillo en los Estados Unidos, pero no entró en ninguna lista de éxitos.

## Historia
«I Don't Want to Do It» fue compuesta por Bob Dylan en 1968 y era poco conocida hasta que Harrison la versionó en marzo de 1985. La canción marcó la primera publicación musical de Harrison en casi dos años desde el lanzamiento de su anterior trabajo, Gone Troppo (1982). Harrison grabó la canción en los Record Plant West Studios de Los Ángeles en noviembre de 1984, con el productor Dave Edmunds, que trabajó como supervisor de las contribuciones musicales de diferentes artistas a la banda sonora de Porky's Revenge. 
La banda sonora de Porky's Revenge fue publicada por Columbia Records en Norteamérica el 18 de marzo de 1985, con un posterior lanzamiento británico el 28 de junio. Como sencillo del álbum, Columbia eligió publicar «I Don't Want to Do It», con la canción de Edmunds «Queen of the Hop», el 22 de abril. La versión publicada como sencillo difiere de la incluida en el álbum, al sustituir un solo de órgano de Chuck Leavell por un solo de guitarra.
Una versión demo de la canción, grabada antes de las sesiones de grabación del álbum triple All Things Must Pass (1970), está disponible en grabaciones pirata como Beware of ABKCO. El 6 de agosto de 2021, y coincidiendo con la reedición del álbum en conmemoración con los 50 años de su lanzamiento original, la familia Harrison finalmente publicó la versión demo inédita dentro de la Caja Super Deluxe de 5 discos cada uno, ubicándose su versión demo en el disco 4.
En 2009, «I Don't Want to Do It» fue remasterizada por Giles Martin e incluida en el recopilatorio Let It Roll: Songs by George Harrison.